# 涞滩镇
涞滩镇，中国重庆市合川区下属的一个镇，面积70.99平方公里，下辖19个村委会、3个居委会，总人口13011人（2000年）。
涞滩镇是中国著名的古镇，始建于北宋，1999年被列入中国全国重点保护的十大古镇之一。2003年11月27日，被公布为首批“中国历史文化名镇”之一。

## 历史文化
涞滩镇始建于晚唐时期，兴盛于宋代，历史文化底蕴深厚。涞滩古镇明清民居错落有致，老街小巷古朴典雅，早在1956年，因有晚唐石刻，宋代古镇、清代民居及大量完整而又相对集中的文物古迹被公布为四川省重点文物保护单位，1992年与双龙湖一并被列为重庆市级风景名胜区，1995年被公布为四川省历史文化名镇，2002年被重庆市政府公布为重庆市首批历史文化名镇、百镇风貌镇和小城镇建设试点镇，2003年11月，涞滩镇又因其文物古迹丰富、历史文化价值极高、巴渝文化特色浓厚、历史风貌保存完整而被评为全国首批十大历史文化名镇，2006年5月被公布为国家级重点文物保护单位。

## 主要景点
- 二佛寺
- 涞滩瓮城